# Hemidromodes sabulifera
Hemidromodes sabulifera är en fjärilsart som beskrevs av Louis Beethoven Prout 1922. Hemidromodes sabulifera ingår i släktet Hemidromodes och familjen mätare. Inga underarter finns listade i Catalogue of Life.